# Matalajärvi
Matalajärvi est un lac situé dans le quartier de Bodom à Espoo en Finlande,.

## Géographie
Matalajärvi est, comme son nom l'indique, un lac très peu profond et luxuriant.
Il est situé à proximité de la rive est du lac Bodom, près du Kehä III. 
Il se jette dans le lac Bodom.
La profondeur moyenne du lac est d'un peu plus d'un mètre.
En raison de l'eutrophisation, le lac s'est partiellement recouvert, 
La zone d'eau libre du Matalajärvi (la zone délimitée par les ruisseaux) était d'environ 70,4 ha en 2009. Selon les mesures, cette zone a diminué de 16,9 ha depuis 1961.
Le bassin versant de Matalajärvi couvre 441 hectares, à partir desquels 6 à 7 cours d'eau plus importants conduisent l'eau au lac. Le canal de descente vers le lac Bodom se trouve au nord-ouest. Il y a un barrage de fond à Lakupuro, dont le bord supérieur est à un niveau de 22,65 mmpy.

Le lac a une avifaune diversifiée et sert de halte aux oiseaux migrateurs. De nombreuses espèces sont mentionnées dans la directive Oiseaux de l'Union européenne.
Dans le plan général d'Espoo, le lac est marqué comme zone protégée. Matalajärvi est une zone Natura 2000, qui comprend également la noyeraie de l'isthme de Bodom situé entre le Matalajärvi et le lac de Bodom.